# Conus martinianus
Espèce
Conus martinianus est une espèce de mollusques gastéropodes marins de la famille des Conidae.
Comme toutes les espèces du genre Conus, ces escargots sont prédateurs et venimeux. Ils sont capables de « piquer » les humains et doivent donc être manipulés avec précaution, voire pas du tout.

## Description
La taille de la coquille atteint 50 mm. La spire peut avoir une forme conique régulière ou convexe et contient 12 whorls avec des stries ponctuées assez profondes. Le verticille lisse est obtus à son sommet et présente un petit nombre de rainures à sa base. L'ouverture est étroite et s'élargit presque imperceptiblement à son extrémité antérieure, se terminant par une échancrure assez profonde. sa couleur est uniforme brun foncé à brun plus clair, interrompue chez les spécimens plus anciens par d'étroites bandes blanches longitudinales. 

## Distribution
Cette espèce marine est présente au large des Philippines et des îles Salomon.

## Taxonomie

### Publication originale
L'espèce Conus martinianus a été décrite pour la première fois en 1844 par l'éditeur et naturaliste britannique Lovell Augustus Reeve dans « Conchologia Iconica, or, illustrations of the shells of molluscous animals »,.

### Synonymes
- Conus (Phasmoconus) martinianus Reeve, 1844 · appellation alternative
- Phasmoconus martinianus (Reeve, 1844) · non accepté